# Stora Njupsjön (Särna socken, Dalarna, 684093-133848)
Stora Njupsjön är en sjö i Älvdalens kommun i Dalarna och ingår i Dalälvens huvudavrinningsområde.